# 1978 في مصر
فيما يلي قوائم الأحداث التي وقعت خلال عام 1978 في مصر.

## سياسة

### تعيين في المنصب
- 17 سبتمبر – بطرس بطرس غالي قائمة وزراء خارجية مصر.

## أفلام
من الأفلام التي صدرت هذه السنة في مصر:
- 1 يناير – أريد حبا وحنانا
- 1 يناير – اذكريني من إخراج هنري بركات.
- 1 يناير – الاعتراف الأخير
- 1 يناير – البعض يذهب للمأذون مرتين
- 1 يناير – اللعبة من إخراج ياسين إسماعيل ياسين.
- 1 يناير – المتزوجون من إخراج حسن عبد السلام.
- 1 يناير – المحفظة معايا
- 1 يناير – الندم من إخراج نادر جلال.
- 1 يناير – رحلة النسيان من إخراج أحمد يحيى.
- 1 يناير – شباب يرقص فوق النار من إخراج يحيى العلمي.
- 1 يناير – ليالي ياسمين من إخراج هنري بركات.
- 1 يناير – مغامرون حول العالم
- 1 يناير – وراء الشمس من إخراج محمد راضي.
- 5 يونيو – عيب يا لولو يا لولو عيب
- 3 سبتمبر – العمر لحظة من إخراج محمد راضي.
- 28 سبتمبر – القطط السمان
- 2 أكتوبر – الصعود إلى الهاوية من إخراج كمال الشيخ.
- 23 أكتوبر – المرأة هي المرأة من إخراج هنري بركات.

## مواليد

### يناير
- 1 يناير – آيتن أمين
- 1 يناير – محمد دياب

### فبراير
- 4 فبراير – محمد عبد الفتاح مصارع هاوي مصري.

### مارس
- 15 مارس – رامي صبري مغني مصري.

### أبريل
- 5 أبريل – طارق السعيد لاعب كرة قدم مصري.
- 16 أبريل – سماح رمضان لاعبة جودو مصرية.

### يوليو
- 4 يوليو – معز مسعود داعية اسلامي مصري.

### سبتمبر
- 6 سبتمبر – ريهام عبد الغفور ممثلة مصرية.
- 10 سبتمبر – محمد فاروق لاعب كرة قدم مصري.

### أكتوبر
- 9 أكتوبر – طارق السيد لاعب كرة قدم مصري.
- 10 أكتوبر – أحمد شعبان لاعب كرة قدم مصري.

### نوفمبر
- 7 نوفمبر – محمد أبو تريكة لاعب كرة قدم مصري.
- 20 نوفمبر – أيمن عبد العزيز لاعب كرة قدم مصري.
- 21 نوفمبر – أحمد النمر نبّال مصري.

## وفيات

### فبراير
- 13 فبراير – عباس فارس (مواليد 1902) ممثل مصري.
- 18 فبراير – يوسف السباعي (مواليد 1917) صحفي مصري.

### مارس
- 11 مارس – كلود فرانسوا (مواليد 1939)
- 19 مارس – شكري مصطفى (مواليد 1942)

### مايو
- 4 مايو – هنري كوريل (مواليد 1914)
- 29 مايو – نازلي ملكة مصر القرينة (مواليد 1894)

### يوليو
- 21 يوليو – رأفت عطية (مواليد 1934) لاعب كرة قدم مصري.

### سبتمبر
- 25 سبتمبر – علي الزرقاني, كاتب وروائي مصري.